# فرودگاه نیروی هوایی سلطنتی کوالالامپور
فرودگاه نیروی هوایی سلطنتی کوالالامپور (به انگلیسی: RAF Kuala Lumpur) یک فرودگاه نظامی است . این فرودگاه در کشور انگلستان قرار دارد .